# Het Nieuwe Stadion
Het Nieuwe Stadion was de werknaam voor een nieuw stadion van de Nederlandse betaald voetbalclub Feyenoord dat tot april 2022 in voorbereiding was. Eerder werden er plannen ontwikkeld als onderdeel van het Belgisch-Nederlandse WK-bid, met een stadion voor 86.000 toeschouwers, en onder de werknaam De Nieuwe Kuip, maar deze werden respectievelijk in 2010 en 2013 afgeblazen. Het Nieuwe Stadion maakte onderdeel uit van de gebiedsontwikkeling Feyenoord City, tegenwoordig Rotterdams Tij.

## Geschiedenis

### Voorganger

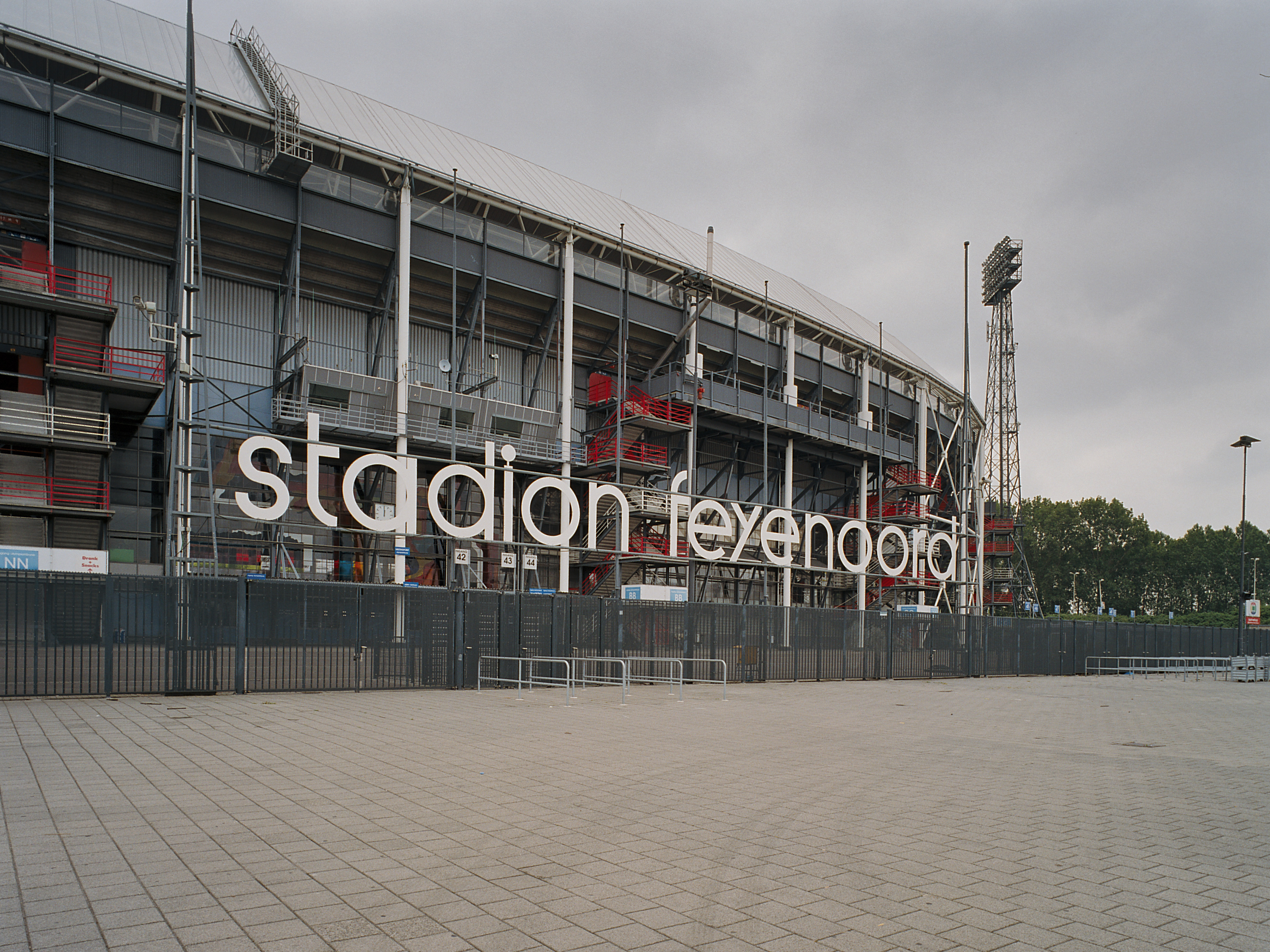
Stadion Feijenoord, De Kuip

De Rotterdamse voetbalclub Feyenoord speelt sinds 1937 haar wedstrijden in Stadion Feijenoord, algemeen bekend als De Kuip. In 1935 werd er begonnen met de bouw van het stadion dat werd ontworpen door Leendert van der Vlugt, die enkele jaren eerder de Van Nellefabriek ontwierp. De eerste wedstrijd, gespeeld door Feyenoord en Beerschot VAC, eindigde in 5-2.
Gedurende de jaren negentig is het stadion gerenoveerd. Broekbakema en Zwarts & Jansma tekenden voor het ontwerp dat in 1994 werd gerealiseerd. Het stadion moest multifunctioneler worden. Zo werd het Maasgebouw toegevoegd met een brasserie, een museum, kantoren en zeven grote zalen die gebruikt konden worden voor commerciële doeleinden. Ook werden er 40 business units gecreëerd die verhuurd worden aan bedrijven. Tien jaar na de grote renovatie werd het oude hoofdgebouw, de Olympiazijde, nog onder handen genomen.

### Ontwikkeling

#### Eerste plan
In 2006 begonnen de Gemeente Rotterdam en Feyenoord aan het uitwerken van plannen voor een nieuw te bouwen stadion dat uiterlijk in 2018 had moeten verrijzen. Het huidige stadion zou onvoldoende ruimte bieden om de club verder te laten groeien, vooral commercieel gezien, waardoor er gewerkt werd aan plannen voor een stadion met 63.000 plaatsen.
De Nieuwe Kuip moest in 2018 klaar zijn, omdat het deel uitmaakte van de Belgisch-Nederlandse kandidatuur voor het wereldkampioenschap voetbal 2018. De karaktereigenschappen van het stadion moesten voldoen aan gebruikelijke voetbalstadion kenmerken. Zo moesten de tribunes zo dicht mogelijk om het veld komen. Wel werd de mogelijkheid opengelaten om het stadion tijdelijk om te bouwen, onder andere door er een extra ring op te bouwen, de onderste ring te verwijderen en de vloer te verhogen, zodat er een atletiekbaan in zou passen. De Allianz Arena en het Emirates Stadium werden vaak genoemd als belangrijke voorbeelden voor het nieuwe stadion. Voor de locatie waren er drie verschillende gebiedsmodellen uitgewerkt door KCAP Architects & Planners:
- Model United
- Model Stadionpark
- Model Maas

Op 17 december 2008 koos het Rotterdamse college van B&W voor het Model Maas. Dat hield in dat het nieuwe stadion voor een gedeelte "in" de Maas zou worden gebouwd en schepen letterlijk langs het stadion konden varen. Hiervoor zou een kwart van het Eiland Van Brienenoord worden gebruikt als bouwgrond. In oktober 2010 werd er een nieuwe businesscase gepresenteerd. Hierin werd uitgegaan van een stadion met een capaciteit van 68.000 plaatsen, uitbreidbaar naar 86.000 voor een WK-finale, nog steeds voorzien van een schuifdak en -veld. Op 2 december van datzelfde jaar bleek echter dat Nederland en België naast de organisatie voor het WK van 2018 of 2022 grepen. Deze gingen naar respectievelijk Rusland en Qatar.
Enkele maanden later, in april 2011, werd er opnieuw een nieuwe businesscase gepresenteerd. Daarnaast werden er twee renovatievarianten aangedragen door derden. Hierin werd uitgegaan van een stadion dat plaats bood aan 63.000 bezoekers. Doordat Nederland en België naast de organisatie van het WK hadden gegrepen ontstond er bij een meerderheid van de gemeenteraad onzekerheid over de haalbaarheid van de plannen voor een nieuw stadion.

#### Tweede plan
Op 3 april 2013 presenteerde Feyenoord de nieuwste plannen. Dit stadion moest verrijzen op Sportcomplex Varkenoord, tegenover het huidige stadion. Men had daarbij de intentie om het huidige stadion, dat op de monumentenlijst staat, een nieuwe functie te geven. Het nieuwe stadion zou onderdeel worden van het zogeheten Stadionpark, een bredere gebiedsontwikkeling in IJsselmonde. Hier maakten ook een vergroot Topsportcentrum en een kunstijsbaan onderdeel van uit. Verder was er woningbouw en kantoorontwikkeling voorzien in het gebied en wilde men een intercitystation en een nieuwe metrolijn realiseren. Niet veel later werd echter bekendgemaakt dat de plannen niet haalbaar waren en dat er op korte termijn geen Nieuwe Kuip zou komen.

#### Derde plan
Pas in 2017 kwamen nieuwe plannen weer in een concrete vorm tot leven. Op 11 mei van dat jaar besloot de gemeenteraad van Rotterdam om 137 miljoen euro bij te willen dragen aan het project Feyenoord City, dat onder andere de bouw van een nieuw stadion aan de Maas – met een capaciteit van 63.000 plaatsen – omvatten. Ook in dit plan zou het huidige stadion een nieuwe bestemming krijgen en zou er in het rondom gelegen gebied onder meer woningen, winkels, horeca en hotels worden gerealiseerd. De totale gebiedsontwikkeling zou meer dan 1 miljard euro gaan kosten, waarbij Het Nieuwe Stadion op 422 miljoen euro begroot werd.
De banken Goldman Sachs en ING sloten zich bij het project aan voor een deel van de financiering. In de zomer van 2018 werd er een ontwikkelconsortium geselecteerd bestaande uit Provast, Heijmans en Syntrus Achmea. Terwijl de plannen werden uitgewerkt door de Feyenoord City-organisatie Nieuw Stadion B.V. en architectenbureau OMA, met hoofdarchitect David Gianotten, werden er met pandeigenaren op de beoogde stadion-locatie overeenkomsten gesloten voor het overnemen van de panden of de grond. Op 21 december 2018 werd bekend gemaakt dat de stadionontwikkeling naar een volgende fase ging, waarin het definitieve ontwerp voor het nieuwe stadion en de financiering verder werden uitgewerkt en ingevuld.
Nieuw Stadion B.V. maakte op 30 april 2019 bekend een consortium te hebben geselecteerd voor de bouw van het nieuwe stadion. De combinatie BAM/BESIX werd gekozen voor, en betrokken in, de ontwikkeling. De Nieuwe Ploeg, de naam waaronder de combinatie ging opereren, sloot zich aan bij het ontwerpteam bestaande uit architectenbureau OMA, ingenieursbureau Royal HaskoningDHV, kostprijsdeskundige IGG en nog enkele andere adviesbureaus. Het ontwerpteam leverde in september van dat jaar het definitieve ontwerp op. Op 6 mei 2020 werd de omgevingsvergunning voor het nieuwe stadion aangevraagd.
De laatste ontwikkelingsfase van het nieuwe stadion werd in september 2020 gestart met de uitwerking van het technisch ontwerp. De voetbalclub Feyenoord ging in april 2021 akkoord met de uitgewerkte businesscase van het nieuwe stadion. Hiermee werd een belangrijke stap gezet. Ook de gemeenteraad van Rotterdam leek op weg om de 40 miljoen euro voor het nieuwe stadion toe te zeggen. De Rotterdamse Rekenkamer oordeelde wel dat het nog te vroeg was voor een definitief besluit. Hiervoor moest er eerst nog het een en ander duidelijker worden, bijvoorbeeld over de financieringsstructuur en de landaanwinning. Ondertussen werd Roel Vollebregt benoemd tot directeur van Nieuw Stadion B.V., waardoor hij samen met financieel directeur Carl Berg de leiding kreeg over het project.

#### Onrust
In juni 2021 laaide de onrust rondom het wel of niet doorgaan van het stadion opnieuw op. Bekende voorstanders van een nieuw onderkomen voor Feyenoord kregen bezoek aan huis van tegenstanders en burgemeester Ahmed Aboutaleb annuleerde een bijeenkomst op het stadhuis vanwege een mogelijke dreiging. Onder meer algemeen directeur Mark Koevermans en jurist van de club Joris van Benthem kregen 'huisbezoek'. Ook potentiële investeerders dreigden af te haken vanwege intimidaties. Aanleiding voor alle onrust was een advertentie in het Algemeen Dagblad waarin de club aangaf vol voor een nieuw stadion te gaan, omdat dit voor zowel de club als de stad goed zou zijn. De intimidaties werden door andere supporters afgekeurd. De vergadering werd uiteindelijk opnieuw ingepland, op 18 juni 2021, maar de Feyenoord-directie was hier niet bij aanwezig. Hierin spraken leden van de gemeenteraad nog hun zorgen uit, onder andere over de financiering die nog niet rond was, de bouwkosten die nog vastgelegd moesten worden en de afwezigheid van de directie. Een dag later mochten voor- en tegenstanders de raad te woord staan, dit nam uiteindelijk drie dagen in beslag. Op 24 juni 2021 kwam de directie – vertegenwoordigd door algemeen directeur Koevermans, commercieel directeur Joris van Dijk, financieel directeur Pieter Smorenburg en directeur Nieuw Stadion B.V. Vollebregt – alsnog naar het stadhuis voor een gesprek met de gemeenteraad.
De Rotterdamse gemeenteraad ging op 8 juli 2021 onder voorwaarden akkoord met deelname aan het project. Wel moest de club voor het einde van 2021 nog aan enkele voorwaarden voldoen voordat het definitief groen licht zou krijgen voor de bouw van Het Nieuwe Stadion en participatie van de gemeente. In de tussentijd was het zeer onrustig rondom de club, onder andere door het vertrek van algemeen directeur Koevermans. Tijdens de persconferentie omtrent diens vertrek kondigde president-commissaris Toon van Bodegom aan dat er snel nieuws zou komen over het stadiondossier. Het leek erop dat de club niet langer met het plan verder zou willen gaan, omdat de voorwaarden om het stadion te realiseren enorm gewijzigd zouden zijn.

#### Uitstel
Op 10 november 2021 kwam de voetbalclub Feyenoord met een officiële verklaring omtrent de ontwikkeling van een nieuw stadion. Hierin gaf het aan dat de ontwikkelingen in de bouw- en grondstoffen markten desastreus zijn voor de ontwikkeling en meldde het het project te gaan heroverwegen. Daarbij wordt ook gekeken naar andere factoren, zoals de financieringsopzet en het ontwerp. Een aantal partijen in de gemeenteraad bereidde een motie voor tégen verder uitstel van het project.

#### Uitkomst
Ongeveer een halfjaar na de start van het heroverwegingsproces belegde algemeen directeur Dennis te Kloese en financieel directeur Smorenburg een persconferentie om het besluit van de voetbalclub Feyenoord toe te lichten. Hierin maakten zij bekend dat de voetbalclub af zou zien van een nieuw stadion binnen het Feyenoord City-project, vanwege de eerder genoemde ontwikkelingen in de bouw- en grondstoffen markten en twijfel over de haalbaarheid van de business case. Ook een grootscheepse verbouwing van het huidige stadion zou niet worden uitgevoerd, omdat ook deze optie financieel niet haalbaar bleek. Wel zou de voetbalclub in gesprek gaan met Stadion Feijenoord N.V. om essentiële faciliteiten te verbouwen, waardoor De Kuip nog enkele jaren langer meekan. Samen zouden ze tot een tienjarenplan komen. Eén van de eerste projecten was het vervangen van de oude verlichting in de lichtmasten voor LED-verlichting.
Nadat Feyenoord afzag van de bouw van een nieuw stadion als onderdeel van Feyenoord City ging de gemeente Rotterdam aan de slag om nieuwe plannen voor het deelgebied op te stellen. Hiermee viel de nieuwbouw optie op de locatie langs het water definitief af voor Feyenoord. In plaats van het nieuwe stadion zal er op de plek langs de Nieuwe Maas een nieuwe woonwijk verrijzen, Waterkant, waarna er ook afscheid werd genomen van de naam Feyenoord City dat verder ging als Rotterdams Tij.

## Andere ontwikkelingen
In de jaren dat Feyenoord en de gemeente Rotterdam werkten aan de plannen voor een nieuw stadion ontwikkelde en realiseerde beide partijen twee andere projecten die onderdeel zijn van het gebied Stadionpark. Zo werd in de zomer van 2017 begonnen met de bouw van een nieuw trainingscomplex voor het eerste mannenvoetbalelftal. Deze werd een jaar later, op 18 juni 2018, officieel in gebruik genomen door het team. In die zomer werd er begonnen met de vernieuwbouw van Sportcomplex Varkenoord voor de Feyenoord Academy, SC Feyenoord en later ook de Feyenoord Vrouwen. Dit project werd op 23 augustus 2019 geopend door Giovanni van Bronckhorst en Robin van Persie. Architectenbureau MoederscheimMoonen tekende voor het ontwerp van beide ontwikkelingen. Hiermee was een belangrijk deel van de gebiedsontwikkeling voltooid, waardoor er elders ruimte ontstond op het voormalige grondgebied van Varkenoord voor woningbouw.
Naast het nieuwe stadion moest er ook een nieuwe oeververbinding in het gebied gerealiseerd worden. In april 2021 sprak de gemeenteraad uit een tunnel de beste optie te vinden. Deze was tot dan toe nog niet ingetekend in de plannen van het nieuwe stadion en Feyenoord City.

## Trivia
- Door de ligging van Het Nieuwe Stadion kreeg het de bijnaam Maasstadion